# 文教镇
文教镇是中华人民共和国海南省文昌市下辖的一个乡镇级行政单位，位于文昌市东部，距文城镇20公里，东连龙楼镇，南与东郊镇接壤，西与东阁镇为邻，北与昌洒镇交界。全镇总面积71.5平方公里，总人口2.3万。

## 行政区划
文教镇下辖：
文教社区、宝典村、光辉村、红峰村、后田村、加美村、建联村、建新村、立新村、培龙村、坡柳村、熔炉村、水吼村、宋六村、同源村、文南村和五四村。